# Manuel Medina (actor)
Manuel Medina López (Guadalajara, 15 de agosto de 1972) es un actor, director, productor, dramaturgo y maestro de actuación mexicano de cine, teatro y televisión. A lo largo de su carrera ha trabajado en más de 25 obras de teatro en Estados Unidos, Inglaterra y México, 3 telenovelas en Televisa y protagonizado más de 10 largometrajes con destacados directores como Jaime Humberto Hermosillo.
Adicionalmente es director y fundador de la compañía Arte y Causa y de la escuela de actuación Glow Artes Escénicas junto a su socio Izaak Alatorre.

## Biografía
Manuel Medina nació 15 de agosto de 1972 en Guadalajara, Jalisco. Es hijo del ex director general de la Secretaria de Finanzas del Estado de Jalisco, Manuel Gerardo Medina y Ramírez, y de la instructora de yoga y actriz, Hilda Raquel López Salgado, así como hermano mayor de la nutrióloga Hilda Karina Medina López. Pasó parte de su adolescencia estudiando la preparatoria en Calorina del Norte en donde perfeccionó su inglés. Es sobrino-nieto del ex Gobernador de Jalisco Francisco Medina Ascencio y sus abuelos maternos son decanos del Rotary International. 
Se graduó como licenciado en Administración y Mercadotecnia en el Instituto Tecnológico y de Estudios Superiores de Occidente en Guadalajara, Jalisco y posteriormente decide seguir sus sueños y vocación de convertirse en actor, por lo que se muda a Londres a estudiar en la Royal Central School of Speech and Drama, una de las mejores academias de actores del mundo, en donde consiguió una beca y presentó varias obras como “Clubbing” y “Otello”. 
Al terminar ya tenía trabajo en varias agencias como actor y modelo, lo que lo llevaría a trabajar al poco tiempo con destacados directores de renombre en la industria cinematográfica mexicana.

## Carrera artística
A su regreso en México, Manuel tuvo su primera oportunidad como actor en el largometraje “Mal de Hogar” (2002) del director Arturo Villaseñor, quien sería el principal asesor creativo y mano derecha de varias de las películas de una de las mejores mancuernas que tendría Medina en su carrera, con el reconocido director Jaime Humberto Hermosillo, de quien protagonizaría ocho de sus películas.  
Manuel se dio a conocer por su papel en “El Misterio de los Almendros” del ya mencionado realizador Hermosillo, el cual le valdría más de 15 premios, incluyendo "Mejor Actor" por Festival Internacional de Cine de Guadalajara. Este proyecto catapultaría su carrera y lo llevaría a ser la imagen del Festival Internacional Cervantino en 2004 y a realizar varias novelas en la casa de las estrellas Televisa en Ciudad de México como: “La Mentira” (2005), “La Madrastra” (2006) y “Mundo de Fieras” (2007). 
Medina pasaría los siguientes años de su vida trabajando como actor en televisión, en diversos montajes teatrales como “Los Ojos del Hombre”, “Romeo y Julieta” (haciendo el papel de Mercucio) o “La Bella Durmiente” y protagonizando los largometrajes de Jaime Humberto Hermosillo como “El Edén” (2003), “Café Exprés” (2004) o “Amor” (2006), entre otros muchos proyectos.
Tiempo después regresaría a su tierra natal en Guadalajara para protagonizar la obra de teatro “Calígula”, en el emblemático Teatro Degollado, en donde conocería a su futuro socio: El bailarín, coreógrafo y actor Izaak Alatorre, con quien fundaría la academia de actuación y baile Glow Artes Escénicas, teniendo hasta dos sedes simultáneas: Una en la perla tapatía y otra la casa de la cultura de Tepatitlán. Manuel pasaría a ser el director general y principal maestro de actuación de esta academia, que años después se convertiría en un semillero de talento local, impulsado a varios de sus alumnos a participar en proyectos internacionales.
Posteriormente empezaría a producir, actuar y dirigir proyectos con su compañía teatral “Arte y Causa” en colaboración de varios alumnos de su academia, haciendo montajes como “Muchachos de Nueva York”, “Un tranvía llamado deseo”, “Romeo y Julieta; Verona 2015”, “El Último Verso”, “A puerta cerrada”, “Casa de Muñecas”, “La dama duende”, “El Grinch” o “Maricienta: El musical”, además de seguir actuando en diversos cortometrajes, series de televisión como “Encrucijada” (2021) y películas como “Páramo” (2017) de Andrés de Díaz o el “Rey de todo el mundo” (2021), de Carlos Saura, en donde compartió créditos con talentos internacionales como Damián Alcázar e Isaac Hernández. 
Así mismo Manuel se ha probado exitosamente como dramaturgo y director, presentando su obra de teatro "Aroma de Casablanca", resultado en un éxito en taquilla y con una gran aceptación por parte de la crítica tanto en México como en República Dominicana.

## Actualidad
Actualmente se encuentra dirigiendo y dando clases de actuación en su academia Glow Artes Escénicas, en donde al mismo tiempo produce de nueva cuenta el montaje “Muchachos de Nueva York” y dirige una nueva propuesta de teatro en Guadalajara con el montaje de “La Cantina”. Así mismo es conductor de un programa transmitido vía streaming llamado "En Construcción TV" junto a sus colegas Carlos Cosío y Javier Gondy.
Manuel hasta la fecha sigue trabajando como actor, director y productor de diversos proyectos tanto locales como internacionales.

## Filmografía

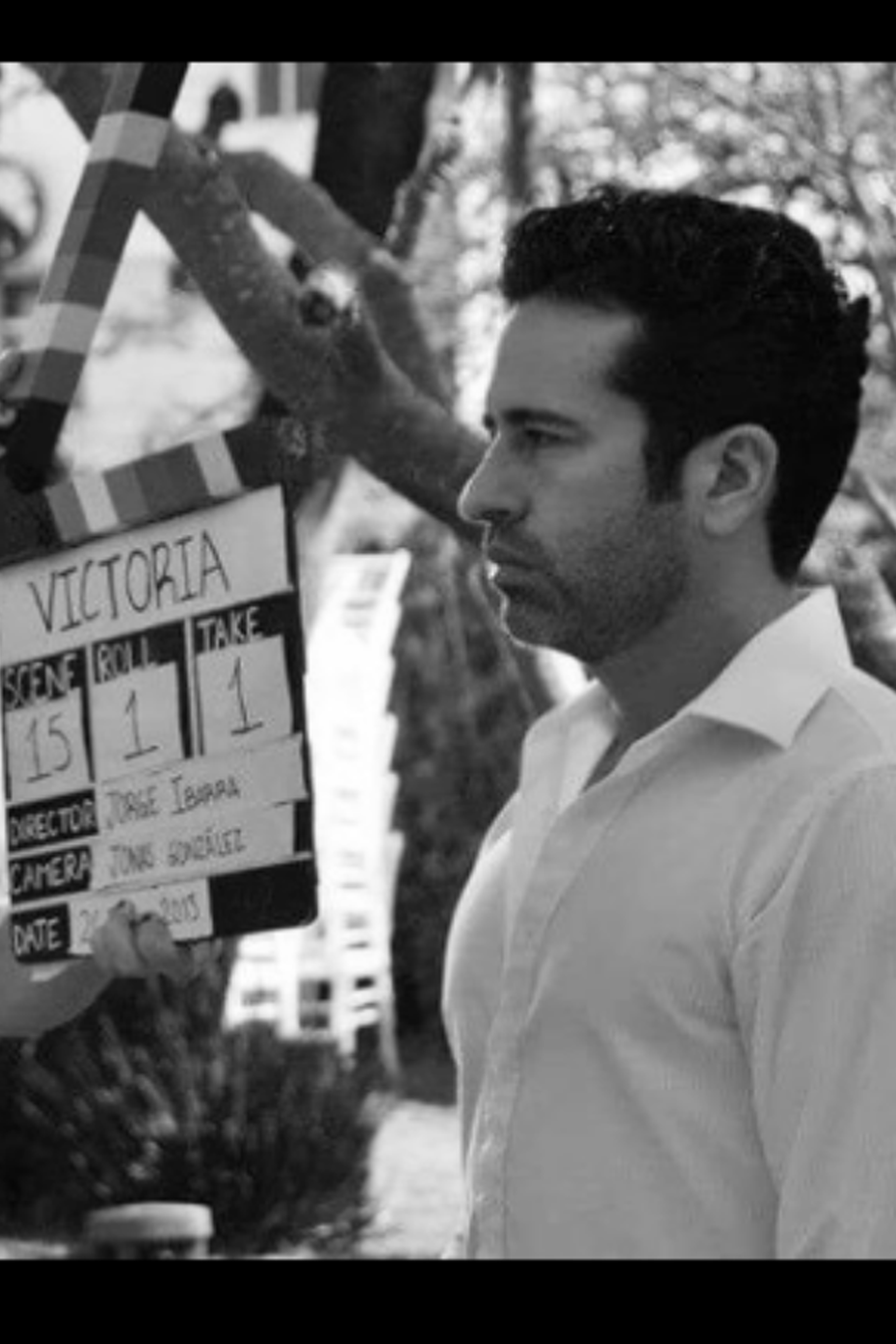
Manuel Medina en acción

### Televisión
| Año  | Título              | Papel                 |
| ---- | ------------------- | --------------------- |
| 2005 | La Madrastra        | "El Cadenas"          |
| 2006 | Ladrón de corazones | Benny                 |
| 2007 | Mundo de fieras     | Pedro Cervantes Bravo |
| 2021 | Encrucijada         | Varios personajes     |

#### Cine
| Año  | Título                         | Papel           | Director                  |
| ---- | ------------------------------ | --------------- | ------------------------- |
| 2002 | Mal de hogar                   | -               | Arturo Villaseñor         |
| 2003 | El Misterio de los Almendros   | Alfonso         | Jaime Humberto Hermosillo |
| 2003 | El Malogrado Amor de Sebastián | Antonio         | Jaime Humberto Hermosillo |
| 2003 | El Edén                        | Lucas           | Jaime Humberto Hermosillo |
| 2004 | Café Estrés                    | Darío           | Christian González        |
| 2005 | Rencor                         | -               | Jaime Humberto Hermosillo |
| 2006 | Dos Auroras                    | El Acordionsita | Jaime Humberto Hermosillo |
| 2006 | Amor                           | Manuel Medina   | Jaime Humberto Hermosillo |
| 2007 | Leticia                        | Varios          | Jaime Humberto Hermosillo |
| 2015 | Un buen sabor de boca          | -               | Jaime Humberto Hermosillo |
| 2017 | Páramo                         | Pedro Páramo    | Andrés Díaz               |

## Teatro

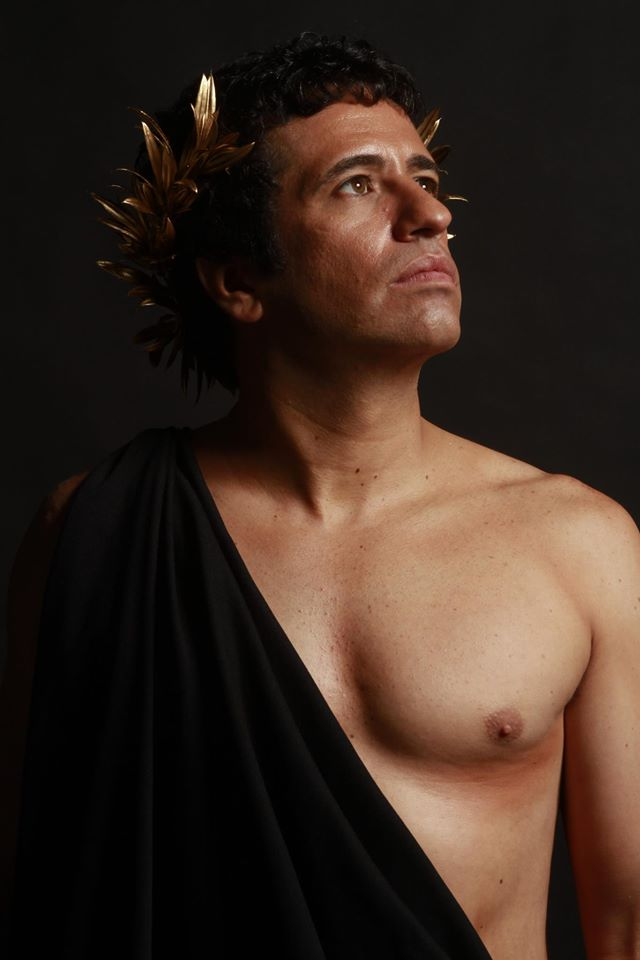
Manuel Medina como Caligula

| Año  | Título                         | Papel            | País        |
| ---- | ------------------------------ | ---------------- | ----------- |
| 1998 | Pasión y muerte de Jesús       | Juan             | GDL, MX     |
| 1998 | Pasionaria                     | Actor            | GDL, MX     |
| 1999 | Don Juan Tenorio               | Don Luis         | GDL, MX     |
| 1999 | Por poco se nos cae el Tenorio | Don Juan         | GDL, MX     |
| 2002 | Clubbing                       | Billy            | Londres, UK |
| 2002 | Otello                         | Yago             | Londres, UK |
| 2004 | Romeo y Julieta                | Mercucio         | GDL, MX     |
| 2006 | Los Ojos del Hombre            | Reina            | D.F., MX    |
| 2006 | La Bella Durmiente             | Príncipe         | D.F., MX    |
| 2007 | Liga de Improvisación          | Varios           | D.F., MX    |
| 2010 | 1810                           | -                | GDL, MX     |
| 2011 | Calígula                       | Calígula         | GDL, MX     |
| 2013 | Muchachos de Nueva York        | Pulitzer         | GDL, MX     |
| 2013 | Un Tranvía Llamado deseo       | Stanley Kowalsky | GDL, MX     |
| 2013 | Los Errores del Matrimonio     | El Jefe          | GDL, MX     |
| 2014 | El Grinch                      | El Alcalde       | GDL, MX     |

### Director, productor y escritor

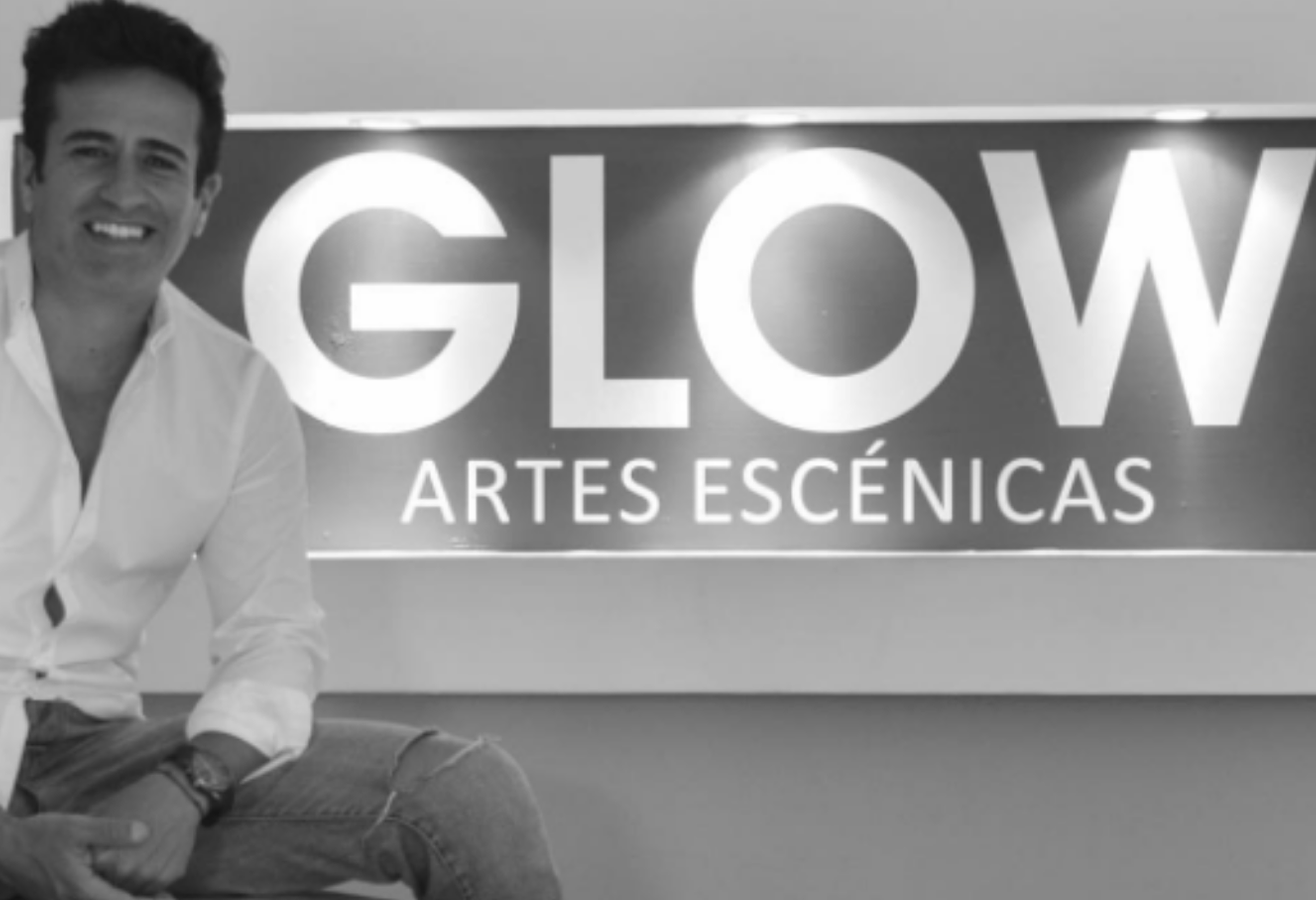
Manuel Medina en Glow Artes Escénicas

| Título                       | Director | Productor | Escritor | Año  |
| ---------------------------- | -------- | --------- | -------- | ---- |
| Calígula                     |          | X         |          | 2011 |
| Un tranvía llamado deseo     |          | X         |          | 2013 |
| Aroma de Casablanca          | X        |           | X        | 2013 |
| Muchachos de Nueva York      | X        | X         |          | 2013 |
| Mentiras                     |          | X         |          | 2013 |
| A puerte cerrada             | X        | X         |          | 2014 |
| Romeo & Julieta; Verona 2015 | X        | X         | X        | 2015 |
| El último verso              |          | X         |          | 2015 |
| Espartaco                    | X        |           | X        | 2016 |
| El niño que no tenía amigos  | X        |           |          | 2017 |
| La Cantina                   | X        |           |          | 2021 |

## Premios y reconocimientos

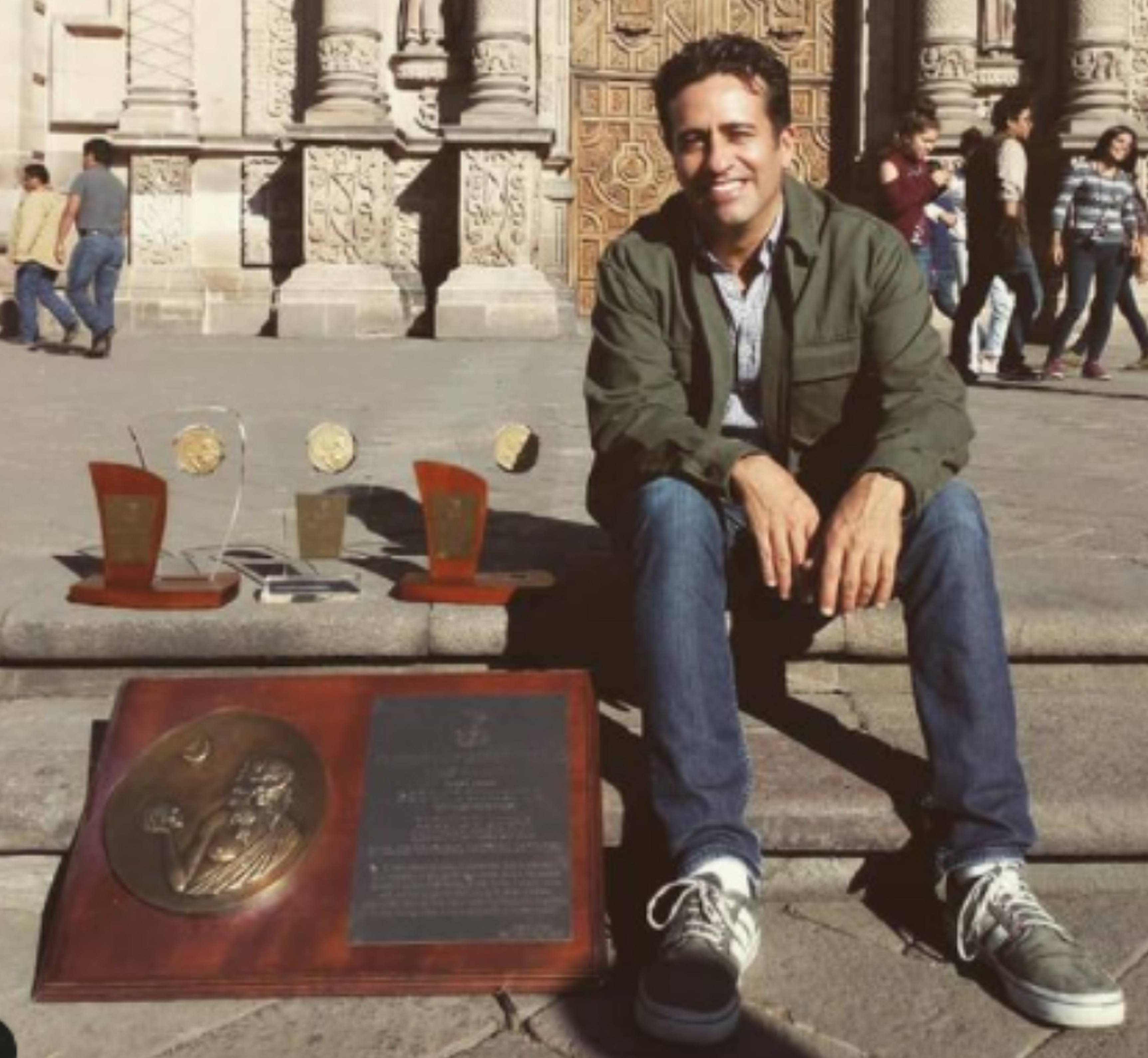
Mención honorífica en el Festival de San Luis Potosí

Además de los varios premios que consiguió en su carrera actoral de la mano de Hermosillo, es reconocido por la Asociación Nacional de Actores como el único actor en la historia de México en haber ganado el premio de "Actor Revelación" en las tres diferentes disciplinas: Teatro, cine y televisión.
Fue galardonado en el 2016 por su trayectoria teatral por el Consejo Estatal para la Cultura y las Artes y sus huellas están plasmadas en el Paseo de las Luminarias en la Ciudad de México.
Finalmente, como director teatral ha sido reconocido con dos menciones honoríficas en el Concurso Nacional de Teatro en San Luis Potosí: En el 2015 por "Romeo & Julieta, Verona 2015” y en el 2016 por "Espartaco".